# Řestoky
Řestoky är en ort i Tjeckien. Den ligger i regionen Pardubice, i den centrala delen av landet, 110 km öster om huvudstaden Prag. Řestoky ligger 259 meter över havet och antalet invånare är 467.
Terrängen runt Řestoky är lite kuperad.Runt Řestoky är det ganska tätbefolkat, med 80 invånare per kvadratkilometer. Närmaste större samhälle är Pardubice, 16,5 km nordväst om Řestoky. I omgivningarna runt Řestoky växer i huvudsak blandskog.